# Lilyan Chauvin
Pour les articles homonymes, voir Chauvin.
Lilyan Chauvin est une actrice franco-américaine, née Liliane Zemoz le 6 août 1925 à Paris 14e, et morte le 26 juin 2008 à Studio City, en Californie.

## Biographie
Après avoir commencé sur les planches anglaises, elle s'est vite installée aux États-Unis où elle a joué beaucoup de seconds rôles dans des films ou des séries. Elle a notamment joué dans Le Grand Sam avec John Wayne et dans Predator 2.
Dans les années 1980 et 1990, elle a joué des seconds rôles dans des séries comme Friends (grand-mère de Joey), ou plus récemment dans Ugly Betty.

## Filmographie

### Cinéma
- 1957 : Dix mille chambres à coucher : Reporter
- 1957 : La Belle de Moscou : Sonia
- 1957 : Contrebande au Caire : Dolores
- 1957 : Les Girls : Une danseuse
- 1958 : Bagarres au King Créole : Catherine
- 1958 : Vacances à Paris : L'infirmière
- 1958 : Lost, Lonely and Vicious : Tanya Pernaud
- 1959 : L'homme qui comprend les femmes
- 1959 : Cargaison dangereuse : Nun
- 1960 : J'ai acheté une Chinoise : Mme Lili Raide
- 1960 : Le Grand Sam : Jenny Lamont
- 1961 : Bloodlust! : Sandra Balleau
- 1961 : Histoire d'un amour : L'employée de l'aéroport de Paris
- 1962 : Les Quatre Cavaliers de l'Apocalypse : La prisonnière française
- 1962 : Quinze jours ailleurs : La fille du bar
- 1965 : Chatouille-moi : Ronnie
- 1968 : Les tiens, les miens, le nôtre : Actrice française à la télévision
- 1971 : Satan, mon amour
- 1971 : Machismo: 40 Graves for 40 Guns : Kate
- 1975 : Funny Lady : Mademoiselle
- 1977 : De l'autre côté de minuit : Mme Page
- 1980 : La bidasse : Mme Trémont
- 1982 : The Junkman : Reporter
- 1984 : Douce nuit, sanglante nuit : Mère Supérieure
- 1985 : Au-delà de la raison : Infirmière Johnson
- 1987 : American chicano : La femme allemande
- 1989 : Une chance pour tous : La professeure de français
- 1989 : Death Doll : Madame Zerba (voix)
- 1990 : Angel Town : La professeure de français
- 1990 : Bad Influence : La directrice de la galerie d'art
- 1990 : Predator 2 : Irene Edwards
- 1991 : True Identity : La femme du poste de police
- 1992 : Universal Soldier : Mme Devreux
- 1992 : Round Trip to Heaven : Chaperone
- 1992 : Société secrète : Mère Supérieure
- 1994 : Le Démon d'Halloween 2 : Miss Osie
- 1999 : Five Aces : Kalliope
- 2000 : Stanley's Gig : Grace
- 2000 : Skeleton Woman : Bone Gatherer
- 2001 : The barber: l'homme qui n'était pas là : La médium
- 2002 : Duty Dating : Dr. Hartley
- 2002 : Arrête-moi si tu peux : Mme Lavalier
- 2004 : Paradise : L'infirmière
- 2011 : The Passing : Rebecca Naibert